# Thermocyclops oithonoides
Thermocyclops oithonoides är en kräftdjursart som först beskrevs av Georg Ossian Sars 1863.  Thermocyclops oithonoides ingår i släktet Thermocyclops, och familjen Cyclopidae. Det är osäkert om arten förekommer i Sverige.